# Dolichotetranychus cymosum
Dolichotetranychus cymosum är en spindeldjursart som beskrevs av Meyer 1979. Dolichotetranychus cymosum ingår i släktet Dolichotetranychus och familjen Tenuipalpidae. Inga underarter finns listade i Catalogue of Life.